# Aprepodoxa
Aprepodoxa là một chi bướm đêm thuộc họ Tortricidae.

## Các loài
- Aprepodoxa glycitis (Meyrick, 1928)
- Aprepodoxa mimocharis Meyrick in Caradja & Meyrick, 1937